# Copa Colsanitas
Copa Colsanitas – kobiecy turniej tenisowy kategorii WTA 250 zaliczany do cyklu WTA Tour. Rozgrywany na kortach ceglanych w kolumbijskiej Bogocie od 1998 roku.

## Mecze finałowe

### Gra pojedyncza
| Rok  | Zwyciężczyni                                 | Finalistka                                   | Wynik                                        |
| 2025 | Camila Osorio                                | Katarzyna Kawa                               | 6:3, 6:3                                     |
| 2024 | Camila Osorio                                | Marie Bouzková                               | 6:3, 7:6(5)                                  |
| 2023 | Tatjana Maria                                | Peyton Stearns                               | 6:3, 2:6, 6:4                                |
| 2022 | Tatjana Maria                                | Laura Pigossi                                | 6:3, 4:6, 6:2                                |
| 2021 | Camila Osorio                                | Tamara Zidanšek                              | 5:7, 6:3, 6:4                                |
| 2020 | Turniej anulowano z powodu pandemii COVID-19 | Turniej anulowano z powodu pandemii COVID-19 | Turniej anulowano z powodu pandemii COVID-19 |
| 2019 | Amanda Anisimova                             | Astra Sharma                                 | 4:6, 6:4, 6:1                                |
| 2018 | Anna Karolína Schmiedlová                    | Lara Arruabarrena                            | 6:2, 6:4                                     |
| 2017 | Francesca Schiavone                          | Lara Arruabarrena                            | 6:4, 7:5                                     |
| 2016 | Irina Falconi                                | Sílvia Soler Espinosa                        | 6:2, 2:6, 6:4                                |
| 2015 | Teliana Pereira                              | Jarosława Szwiedowa                          | 7:6(2), 6:1                                  |
| 2014 | Caroline Garcia                              | Jelena Janković                              | 6:3, 6:4                                     |
| 2013 | Jelena Janković                              | Paula Ormaechea                              | 6:1, 6:2                                     |
| 2012 | Lara Arruabarrena                            | Aleksandra Panowa                            | 6:2, 7:5                                     |
| 2011 | Lourdes Domínguez Lino                       | Mathilde Johansson                           | 2:6, 6:3, 6:2                                |
| 2010 | Mariana Duque Mariño                         | Angelique Kerber                             | 6:4, 6:3                                     |
| 2009 | María José Martínez Sánchez                  | Gisela Dulko                                 | 6:3, 6:2                                     |
| 2008 | Nuria Llagostera Vives                       | María Emilia Salerni                         | 6:0, 6:4                                     |
| 2007 | Roberta Vinci                                | Tathiana Garbin                              | 6:7(4), 6:3, 0:3 krecz                       |
| 2006 | Lourdes Domínguez Lino                       | Flavia Pennetta                              | 7:6(3), 6:4                                  |
| 2005 | Flavia Pennetta                              | Lourdes Domínguez Lino                       | 7:6(4), 6:4                                  |
| 2004 | Fabiola Zuluaga                              | María Sánchez Lorenzo                        | 3:6, 6:4, 6:2                                |
| 2003 | Fabiola Zuluaga                              | Anabel Medina Garrigues                      | 6:3, 6:2                                     |
| 2002 | Fabiola Zuluaga                              | Katarina Srebotnik                           | 6:1, 6:4                                     |
| 2001 | Paola Suárez                                 | Rita Kuti-Kis                                | 6:2, 6:4                                     |
| 2000 | Patricia Wartusch                            | Tathiana Garbin                              | 4:6, 6:1, 6:4                                |
| 1999 | Fabiola Zuluaga                              | Christina Papadaki                           | 6:1, 6:3                                     |
| 1998 | Paola Suárez                                 | Sonya Jeyaseelan                             | 6:3, 6:4                                     |

### Gra podwójna
| Rok  | Zwyciężczynie                                      | Finalistki                                     | Wynik                                        |
| 2025 | Cristina Bucșa Sara Sorribes Tormo                 | Irina Bara Laura Pigossi                       | 5:7, 6:2, 10–5                               |
| 2024 | Cristina Bucșa Kamilla Rachimowa                   | Anna Bondár Irina Chromaczowa                  | 7:6(5), 3:6, 10–8                            |
| 2023 | Irina Chromaczowa Iryna Szymanowicz                | Oksana Kalasznikowa Katarzyna Piter            | 6:1, 3:6, 10–6                               |
| 2022 | Astra Sharma Aldila Sutjiadi                       | Emina Bektas Tara Moore                        | 4:6, 6:4, 11–9                               |
| 2021 | Elixane Lechemia Ingrid Neel                       | Mihaela Buzărnescu Anna-Lena Friedsam          | 6:3, 6:4                                     |
| 2020 | Turniej anulowano z powodu pandemii COVID-19       | Turniej anulowano z powodu pandemii COVID-19   | Turniej anulowano z powodu pandemii COVID-19 |
| 2019 | Zoe Hives Astra Sharma                             | Hayley Carter Ena Shibahara                    | 6:1, 6:2                                     |
| 2018 | Dalila Jakupović Irina Chromaczowa                 | Mariana Duque Mariño Nadia Podoroska           | 6:3, 6:4                                     |
| 2017 | Beatriz Haddad Maia Nadia Podoroska                | Verónica Cepede Royg Magda Linette             | 6:3, 7:6(4)                                  |
| 2016 | Lara Arruabarrena Tatjana Maria                    | Gabriela Cé Andrea Gámiz                       | 6:2, 4:6, 10–8                               |
| 2015 | Paula Cristina Gonçalves Beatriz Haddad Maia       | Irina Falconi Shelby Rogers                    | 6:3, 3:6, 10–6                               |
| 2014 | Lara Arruabarrena Caroline Garcia                  | Vania King Chanelle Scheepers                  | 7:6(5), 6:4                                  |
| 2013 | Tímea Babos Mandy Minella                          | Eva Birnerová Aleksandra Panowa                | 6:4, 6:3                                     |
| 2012 | Eva Birnerová Aleksandra Panowa                    | Mandy Minella Stefanie Vögele                  | 6:2, 6:2                                     |
| 2011 | Edina Gallovits-Hall Anabel Medina Garrigues       | Sharon Fichman Laura Pous Tió                  | 2:6, 7:6(6), 11–9                            |
| 2010 | Gisela Dulko Edina Gallovits                       | Olha Sawczuk Anastasija Jakimawa               | 6:2, 7:6(6)                                  |
| 2009 | Nuria Llagostera Vives María José Martínez Sánchez | Gisela Dulko Flavia Pennetta                   | 7:5, 3:6, 10–7                               |
| 2008 | Iveta Benešová Bethanie Mattek                     | Jelena Kostanić Tošić Martina Müller           | 6:3, 6:3                                     |
| 2007 | Lourdes Domínguez Lino Paola Suárez                | Flavia Pennetta Roberta Vinci                  | 1:6, 6:3, 11–9                               |
| 2006 | Gisela Dulko Flavia Pennetta                       | Jasmin Wöhr Ágnes Szávay                       | 7:6(1), 6:1                                  |
| 2005 | Emmanuelle Gagliardi Tina Pisnik                   | Ľubomíra Kurhajcová Barbora Strýcová           | 6:4, 6:3                                     |
| 2004 | Jasmin Wöhr Barbara Schwartz                       | Anabel Medina Garrigues Arantxa Parra Santonja | 6:1, 6:3                                     |
| 2003 | Katarina Srebotnik Åsa Svensson                    | Tina Križan Tetiana Perebyjnis                 | 6:2, 6:1                                     |
| 2002 | Paola Suárez Virginia Ruano Pascual                | Tina Križan Katarina Srebotnik                 | 6:3, 6:2                                     |
| 2001 | Janette Husárová Tathiana Garbin                   | Laura Montalvo Paola Suárez                    | 6:4, 2:6, 6:4                                |
| 2000 | Paola Suárez Laura Montalvo                        | Petra Mandula Rita Kuti-Kis                    | 6:4, 6:2                                     |
| 1999 | Seda Noorlander Christína Papadáki                 | Paola Suárez Laura Montalvo                    | 6:4, 7:6(5)                                  |
| 1998 | Paola Suárez Janette Husárová                      | Melissa Mazzotta Jekatierina Sysojewa          | 3:6, 6:2, 6:3                                |